# 전사 사상
범주론에서 전사 사상(全射寫像, 영어: epimorphism)은 두 사상의 등식에서 오른쪽에서 합성되어 있을 때, 소거할 수 있는 사상이다. 단사 사상의 반대 개념이다.

## 정의
범주 {\displaystyle {\mathcal {C}}}의 사상 {\displaystyle f\colon X\to Y}가 다음 조건을 만족시키면, 전사 사상이라고 한다.
- 임의의 대상 {\displaystyle Z} 및 사상 {\displaystyle g_{1},g_{2}\colon Y\to Z}에 대하여, 만약 {\displaystyle g_{1}\circ f=g_{2}\circ f}라면 {\displaystyle g_{1}=g_{2}}이다.
{\displaystyle X{\xrightarrow {f}}Y{\overset {g_{1}}{\underset {g_{2}}{\rightrightarrows }}}Z}

### 정규 전사 사상
영 사상을 갖는 범주 {\displaystyle {\mathcal {C}}}에서, 어떤 사상 {\displaystyle f\colon X\to Y}의 여핵 {\displaystyle \operatorname {coker} f\colon K\to X}으로 나타낼 수 있는 사상을 정규 전사 사상(영어: normal epimorphism)이라고 한다. 정규 전사 사상은 (쌍대극한이므로) 항상 전사 사상이다.

### 강한 전사 사상
범주 {\displaystyle {\mathcal {C}}}에서,  강한 전사 사상(強-全射寫像, 영어: strong epimorphism)은 모든 단사 사상에 대하여 왼쪽 유일 올림 성질을 만족시키는 전사 사상이다. 즉, 전사 사상 {\displaystyle \pi \colon X\to Y}가 다음 조건을 만족시킨다면 강한 전사 사상이라고 한다.
임의의 가환 사각형
{\displaystyle {\begin{matrix}X&{\xrightarrow {\pi }}&Y\\\downarrow &&\downarrow \\A&{\xrightarrow[{i}]{}}&B\end{matrix}}}
에서 {\displaystyle i}가 단사 사상이라면, 다음 그림을 가환하게 하는 유일한 대각 사상 {\displaystyle Y\to A}가 존재한다.
{\displaystyle {\begin{matrix}X&{\xrightarrow {\pi }}&Y\\\downarrow &{\scriptstyle \exists !}\swarrow &\downarrow \\A&{\xrightarrow[{i}]{}}&B\end{matrix}}}

### 극단 전사 사상
범주 {\displaystyle {\mathcal {C}}}의 전사 사상 {\displaystyle f\colon X\to Y}가 다음 조건을 만족시키면, 극단 전사 사상(極端全射寫像, 영어: extremal epimorphism)이라고 한다.
- 임의의 대상 {\displaystyle Z} 및 사상 {\displaystyle g\colon X\to Z} 및 단사 사상 {\displaystyle h\colon Z\to Y}에 대하여, 만약 {\displaystyle f=h\circ g}라면 {\displaystyle h}는 동형 사상이다.
{\displaystyle {\begin{matrix}X\\{\scriptstyle g}\downarrow &\searrow \scriptstyle f\\Z&{\xrightarrow[{h}]{}}&Y\end{matrix}}}

## 성질
다음과 같은 포함 관계가 성립한다.
동형 사상 ⊆ 유효 전사 사상 ⊆ 정칙 전사 사상 ⊆ 강한 전사 사상 ⊆ 극단 전사 사상 ⊆ 전사 사상
동형 사상 ⊆ 분할 전사 사상 ⊆ 정칙 전사 사상 ⊆ 강한 전사 사상 ⊆ 극단 전사 사상 ⊆ 전사 사상
동형 사상 = 단사 사상 ∩ 극단 전사 사상 = 전사 사상 ∩ 극단 단사 사상
분할 전사 사상이 정칙 전사 사상인 이유는 분할 전사 사상 {\displaystyle f\colon X\to Y} 및 그 오른쪽 역사상 {\displaystyle s\colon Y\to X}이 주어졌을 때 {\displaystyle f=\operatorname {eq} \{s\circ f,\operatorname {id} _{X}\}}이기 때문이다.

### 요네다 매장
요네다 매장을 통하여, 전사 사상의 조건을 준층 범주에서 해석할 수 있다. 즉, 국소적으로 작은 범주 {\displaystyle {\mathcal {C}}} 속의 사상 {\displaystyle f\colon X\to Y}에 대하여, 다음 세 조건이 서로 동치이다.
- {\displaystyle f}는 전사 사상이다.
- 임의의 대상 {\displaystyle Z}에 대하여, 사상 집합 사이의 함수 {\displaystyle (\circ f)\colon \hom _{\mathcal {C}}(Y,Z)\to \hom _{\mathcal {C}}(X,Z)}는 단사 함수이다.
- 쌍대 준층 토포스의 반대 범주 {\displaystyle \operatorname {PSh} ({\mathcal {C}}^{\operatorname {op} })^{\operatorname {op} }}로 가는 요네다 매장 함자 {\displaystyle \hom _{\mathcal {C}}\colon {\mathcal {C}}\to \operatorname {PSh} ({\mathcal {C}}^{\operatorname {op} })^{\operatorname {op} }} 아래서, {\displaystyle f}의 상 {\displaystyle (f\circ )\colon \hom _{\mathcal {C}}(-,X)\to \hom _{\mathcal {C}}(-,Y)}은 쌍대 준층 토포스 {\displaystyle \operatorname {PSh} ({\mathcal {C}}^{\operatorname {op} })}에서의 단사 사상 (즉, 쌍대 준층 토포스의 반대 범주 {\displaystyle \operatorname {PSh} ({\mathcal {C}}^{\operatorname {op} })^{\operatorname {op} }}에서의 전사 사상)이다.

### 반대 범주
범주 {\displaystyle {\mathcal {C}}}의 전사 사상은 그 반대 범주 {\displaystyle {\mathcal {C}}^{\operatorname {op} }}의 단사 사상이다.

## 예
구체적 범주에서, 함수로서 전사 함수인 사상은 항상 전사 사상이다. 그러나 그 역은 일반적으로 성립하지 않는다. 모든 전사 사상이 전사 함수인 구체적 범주로는 다음과 같은 예를 들 수 있다.
- 집합과 함수의 범주 {\displaystyle \operatorname {Set} }에서의 전사 사상은 전사 함수이다.
- 군과 군 준동형의 범주 {\displaystyle \operatorname {Grp} }에서의 전사 사상은 전사 군 준동형이다.
- 체 {\displaystyle K}에 대하여, {\displaystyle K} 위의 벡터 공간과 선형 변환들의 범주 {\displaystyle K{\text{-Vect}}}에서의 전사 사상은 전사 선형 변환이다.
- 위상 공간과 연속 함수의 범주에서의 전사 사상은 전사 연속 함수이다.

전사 함수가 아닌 전사 사상이 존재하는 구체적 범주로는 다음과 같은 예를 들 수 있다.
- 모노이드의 범주 {\displaystyle \operatorname {Mon} }에서, 자연수의 덧셈 모노이드에서 정수의 덧셈 모노이드로 가는 포함 함수 {\displaystyle \mathbb {N} \to \mathbb {Z} }는 전사 함수가 아니지만 전사 사상이다. 보다 일반적으로, 모노이드 {\displaystyle M}의 군화 (망각 함자의 왼쪽 수반 함자) {\displaystyle G}가 주어졌을 때, 포함 모노이드 준동형 {\displaystyle M\to G}는 항상 전사 사상이자 단사 사상이자 단사 함수이지만, ({\displaystyle M}이 군이 아니라면) 전사 함수가 아니다.
- 환의 범주 {\displaystyle \operatorname {Ring} }에서, 포함 함수 {\displaystyle \mathbb {Z} \to \mathbb {Q} }는 전사 함수가 아니지만 전사 사상이다.
- 하우스도르프 공간의 범주 {\displaystyle \operatorname {Haus} }에서, 전사 사상은 상이 조밀 집합인 연속 함수이다. 예를 들어, 포함 함수 {\displaystyle \mathbb {Q} \to \mathbb {R} }는 전사 함수가 아니지만 전사 사상이다.

### 집합의 범주
집합과 함수의 토포스 {\displaystyle \operatorname {Set} }에서는 다음이 성립한다.
- 전사 사상은 전사 함수이다.
- 전사 사상 · 정칙 전사 사상 · 유효 전사 사상의 개념이 일치한다.

(이 범주에서는 영 사상이 존재하지 않아, 정규 단사 사상을 정의할 수 없다.)

### 군의 범주
군과 군 준동형의 범주 {\displaystyle \operatorname {Grp} }에서는 다음이 성립한다.
- 전사 사상은 전사 함수인 군 준동형이다.
- 모든 전사 사상은 정규 전사 사상이다.

### 위상 공간의 범주
위상 공간과 연속 함수의 범주 {\displaystyle \operatorname {Top} }에서는 다음이 성립한다.
- 전사 사상은 전사 함수인 연속 함수이다.
- 정칙 전사 사상은 몫사상이다.
- 모든 정칙 전사 사상은 유효 전사 사상이다.

(이 범주에서는 영 사상이 존재하지 않아, 정규 전사 사상을 정의할 수 없다.)

## 같이 보기
- 단사 사상

## 참고 문헌
- Mac Lane, Saunders (1998). 《Categories for the working mathematician》. Graduate Texts in Mathematics (영어) 5 2판. Springer. doi:10.1007/978-1-4757-4721-8. ISBN 978-1-4419-3123-8. ISSN 0072-5285. MR 1712872. Zbl 0906.18001.